# Halfbrick
Halfbrick Studios est un développeur australien de jeux vidéo qui a été créé en 2001 et dont le siège social se trouve à Brisbane en Australie. Il est l'auteur de nombreux jeux sur les plates-formes PlayStation, PlayStation 2, PlayStation Portable, Xbox, Xbox Live Arcade, Wii, iOS et Android
Il est à l'origine, entre autres, des jeux Iphone: Monster Dash, Fruit Ninja, Jetpack Joyride, Age of Zombies et Flight Control.

## Équipe de direction
Début 2013, le Chief executive officer (CEO ou Directeur général) était Shainiel Deo ; Phil Larsen était le Chief marketing officer (CMO ou directeur du marketing).
Ben Vale et Mik Dobele étaient Executive producers (producteurs). 
Luke Muscat était Chief creative officer.

## Jeux développés
Les produits développés par cette société depuis l'origine sont :
2002
- Rocket Power: Beach Bandits (PlayStation 2, Gamecube, Xbox)

2004
- Ty, le tigre de Tasmanie 2 : Opération Sauvetage (Game Boy Advance)

2005
- Ty, le tigre de Tasmanie 3 : Nuit du Quinkan (Game Boy Advance)
- Fuzz & Rocket (Game Boy Advance, non sorti)[3]

2006
- Nicktoons: Battle for Volcano Island (Game Boy Advance)
- Avatar, le dernier maître de l'air (Game Boy Advance)

2007
- La Ferme en folie (Game Boy Advance)
- Avatar, le dernier maître de l'air : Le Royaume de la Terre en feu (Game Boy Advance)

2008
- Avatar: The Legend of Aang - Into the Inferno (Nintendo DS)

2009
- Halfbrick Blast Off (labels Xbox Live Indie Games, PlayStation Minis)
- Halfbrick Echoes (labels Xbox Live Indie Games, PlayStation Minis, Zune HD)
- Halfbrick Rocket Racing (labels Xbox Live Indie Games, PlayStation Minis)

2010
- Aero Racer (label PlayStation Minis)
- Age of Zombies (iOS, label PlayStation Minis)
- Blast Off (iOS)
- Fruit Ninja (iOS, Android, Bada, Ovi, Windows Phone)
- Fruit Ninja HD (iOS, Android)
- The Last Airbender (Nintendo DS)
- Monster Dash (iOS)
- Raskulls (Xbox Live Arcade)

2011
- de Blob 2 (Nintendo DS, Nintendo 3DS)
- Age of Zombies (Android)
- Fruit Ninja Free (Android)
- Monster Dash (Google Chrome)[4]
- Fruit Ninja Kinect (Xbox Live Arcade)
- Jetpack Joyride (iOS)
- Steambirds: Survival (iOS, Android)
- Fruit Ninja: Puss In Boots (iOS, Android)
- Age of Zombies Anniversary (iOS)
- Fruit Ninja Frenzy (Facebook)

2012
- Jetpack Joyride (Android, Blackberry, Facebook, PlayStation Vita, Windows 8)

2013
- Fish out of Water (iOS)
- Fruit Ninja Skittles (Windows Phone 8)
- Band Stars (iOS, Android)
- Colossatron: Massive World Threat (iOS, Android)

2014
- Bears vs. Art (iOS, Android)
- Birzzle Fever (iOS, Android)
- Yes Chef (iOS, Android)
- Radical Rappelling (iOS, Android)
- Top Farm (iOS, Android)

2015
- Fruit Ninja Kinect 2 (Xbox One)
- Fruit Ninja Academy: Math Master (iOS, Android)

2016
- Dan the Man (iOS, Android)